# (6481) Tenzing
(6481) Tenzing ist ein Asteroid des inneren Hauptgürtels, der am 9. September 1988 von dem tschechischen Astronomen Antonín Mrkos am Kleť-Observatorium (IAU-Code 046) bei Český Krumlov entdeckt wurde. Unbestätigte Sichtungen des Asteroiden hatte es vorher schon mehrere gegeben: am 17. August 1950 (mit der provisorischen Bezeichnung 1950 QK) am Goethe-Link-Observatorium in Indiana, im Oktober 1978 (1978 UC3) am Palomar-Observatorium in Kalifornien, am 28. September 1981 (1981 SV5) am Krim-Observatorium in Nautschnyj sowie am 20. Februar 1987 (1987 DA) am Observatorium in der japanischen Stadt Toyota.
Mittlere Sonnenentfernung (große Halbachse), Exzentrizität und Neigung der Bahnebene des Asteroiden ähneln den Bahndaten der Mitglieder der Flora-Familie, einer großen Gruppe von Asteroiden, die nach (8) Flora benannt ist. Asteroiden dieser Familie bewegen sich in einer Bahnresonanz von 4:9 mit dem Planeten Mars um die Sonne. Die Gruppe wird auch Ariadne-Familie genannt, nach dem Asteroiden (43) Ariadne.
Der Asteroid ist nach dem nepalesischen Bergsteiger Tenzing Norgay (1914–1986) benannt, der 1953 gemeinsam mit Edmund Hillary, nach dem der Asteroid (3130) Hillary benannt ist, der Erstbesteiger des Mount Everest ist. Die Benennung von (6481) Tenzing erfolgte auf Vorschlag des tschechischen Astronomen Miloš Tichý durch die Internationale Astronomische Union (IAU) am 23. November 1999.